# Bezwodniki kwasowe

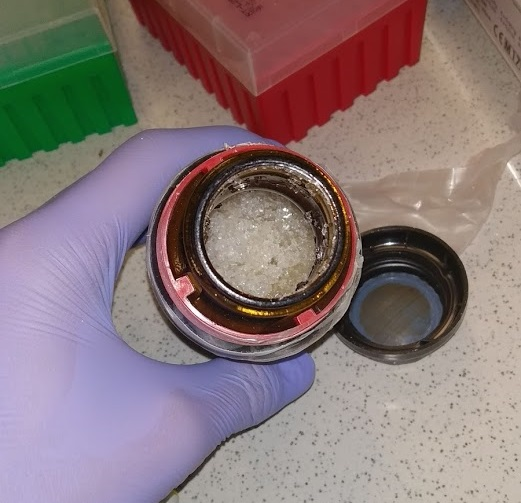
Bezwodnik kwasu chlorooctowego w szklanym pojemniku.

Bezwodniki kwasowe – grupa związków chemicznych, które w wyniku praktycznej lub teoretycznej reakcji z wodą tworzą kwasy zarówno organiczne jak i nieorganiczne. Formalnie bezwodnikiem kwasowym jest cząsteczka powstająca po usunięciu dwóch atomów wodoru i jednego atomu tlenu z cząsteczki kwasu.

## Bezwodniki kwasowe wchemii nieorganicznej
Są to tlenki kwasowe, które podczas reakcji z wodą tworzą określone kwasy.
Przykłady bezwodników:
- kwasu siarkowego jest tlenek siarki(VI):

SO
3 + H
2O → H
2SO
4
- kwasu węglowego jest dwutlenek węgla:

CO
2 + H
2O → H
2CO
3
- kwasu borowego jest tlenek boru(III):

B
2O
3 + 3H
2O → 2H
3BO
3
Bezwodnikami kwasowymi są na ogół tlenki, w których centralny atom znajduje się na tym samym stopniu utlenienia co w tworzonym kwasie. Czasami do bezwodników kwasowych zalicza się też związki tworzące z wodą kwasy beztlenowe, np. chlorowodór:
HCl + H
2O → H
3O+
 + Cl−

## Bezwodniki kwasowe wchemii organicznej

Wzór strukturalny organicznego bezwodnika kwasowego

Bezwodniki kwasów karboksylowych zawierają dwie reszty kwasu połączone mostkiem tlenowym. Znane są zarówno bezwodniki symetryczne zbudowane z dwóch reszt tego samego kwasu, np. bezwodnik octowy (analogiczne struktury dla kwasów nieorganicznych nazywane są zwyczajowo kwasami piro, np. kwas pirofosforowy, popr. kwas difisforowy, H4P2O7), jak i bezwodniki mieszane, zbudowane z dwóch różnych kwasów (mogą to być dwa kwasy karboksylowe, np. bezwodnik mrówkowo-octowy CH3C(O)−O−CHO, lub kwas karboksylowy i nieorganiczny).
Kwasy monokarboksylowe nie tworzą bezwodników w wyniku dehydratacji podczas ogrzewania. Otrzymuje się je innymi sposobami, np. przez dehydratację kwasu czynnikami kondensującymi (np. DCC) lub odwadniającymi (np. tlenek fosforu(V)) lub w reakcjach kwasów lub ich soli z halogenkami kwasowymi:
CH
3COCl + HCOONa → CH
3C(O)−O−CHO + NaCl↓
Bezwodniki zawierające grupę acetylową można otrzymać w reakcji kwasu z ketenem:
R−COOH + CH
2=C=O → R−C(O)−O−C(O)CH
3
Bezwodniki niektórych kwasów dikarboksylowych mogą powstawać w wyniku odszczepienia cząsteczki wody od cząsteczki kwasu (najczęściej pod wpływem temperatury) np. bezwodnik ftalowy z kwasu benzenodikarboksylowego czy bezwodnik bursztynowy z kwas 1,2-etanodikarboksylowego.
Synteza tą metodą bezwodników kwasów dikarboksylowych prowadzi do otrzymania cyklicznych bezwodników o pierścieniach pięcio- lub sześcioczłonowych. Cykliczne bezwodniki kwasowe o większych pierścieniach nie powstają np.: bezwodnik kwasu adypinowego powinien być siedmioczłonowy jednak w wyniku ogrzewania tego kwasu w obecności Ba(OH)2 powstaje pięcioczłonowy keton - cyklopentanon oraz dwutlenek węgla i woda.

### Bezwodnik kwasu mrówkowego
Najprostszym bezwodnikiem organicznym jest bezwodnik kwasu mrówkowego. Odwodnienie kwasu mrówkowego w zależności od warunków reakcji może prowadzić do dwóch związków:
HCOOH → CO + H
2O
2HCOOH → O=CH−O−CH=O + H
2O
W wyniku dehydratacji kwasu mrówkowego prowadzonej wobec mocnych kwasów lub w wysokiej temperaturze powstaje tlenek węgla, CO. Związek ten nie odtwarza kwasu mrówkowego w reakcji z wodą, jednak reaguje na gorąco z NaOH z wytworzeniem mrówczanem sodu (metoda przemysłowa produkcji kwasu mrówkowego), a z alkoholanami daje mrówczany – estry kwasu mrówkowego. 
Dehydratacja kwasu mrówkowego w łagodnych warunkach, np. wobec DCC prowadzi do powstania bezwodnika mrówkowego o wzorze O=CH−O−CH=O:
2HCOOH + N,N'-dicykloheksylokarbodiimid → O=CH−O−CH=O + N,N'-dicykloheksylomocznik
Związek ten powstaje także w reakcji fluorku formylu z mrówczanem sodu i ma właściwości oczekiwane dla bezwodników kwasów karboksylowych (reakcja z aminami do amidów lub z alkoholami do estrów).